# 대황속 (식물)

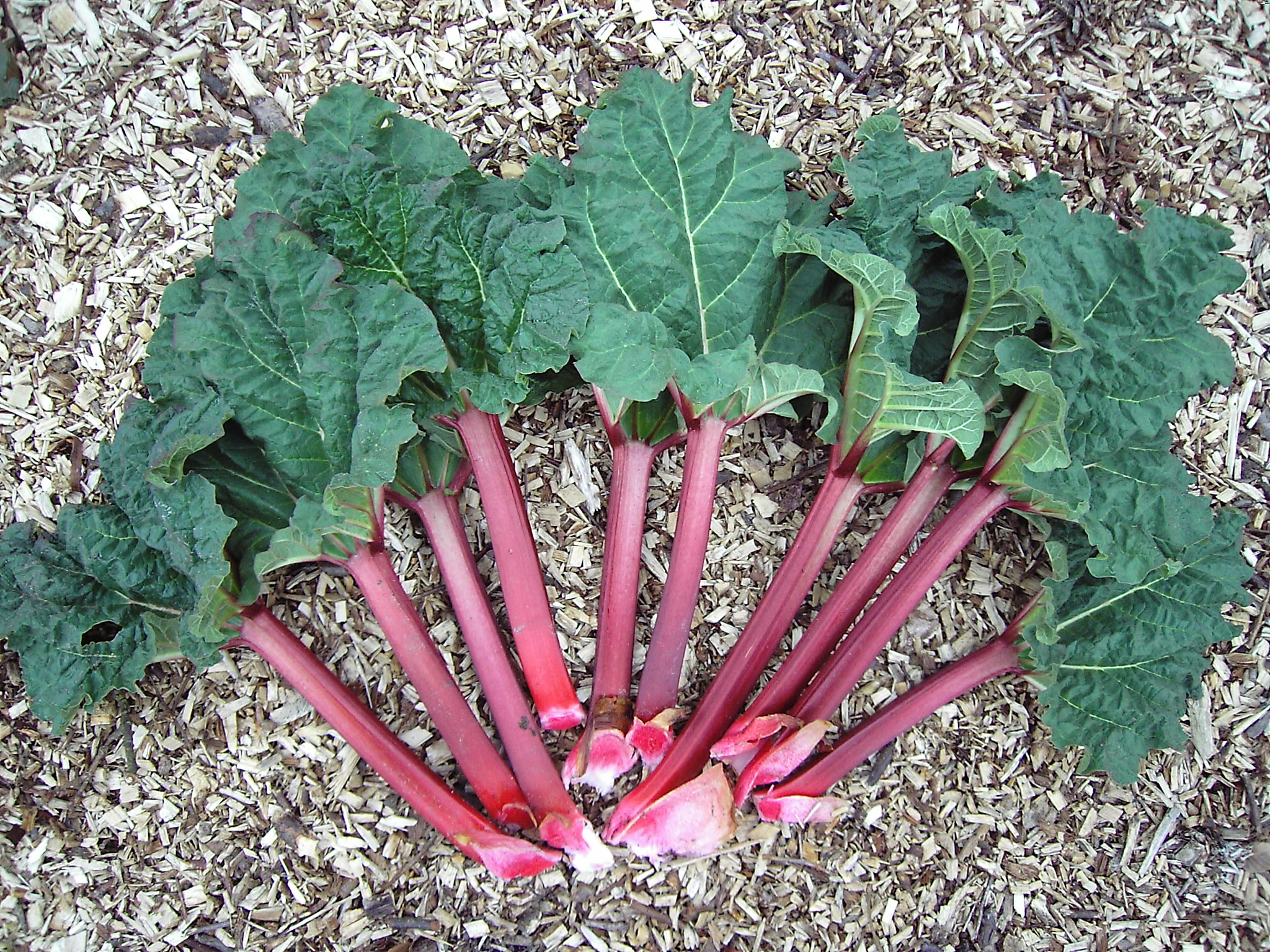

대황속(Rheum)은 마디풀과에 속하는 약 60종의 초본 여러해살이 식물의 속이다. 이 속의 종들은 동부 유럽, 남부 및 동부 온대 아시아에 서식하며 일부는 북부 열대 아시아에 이른다. 대황속은 유럽과 북미에서 재배된다. 이 속은 채소 루바브를 포함한다. 이 종은 크고 다육질의 잎자루가 있는 다소 삼각형 모양의 큰 잎을 가지고 있다. 꽃은 작고, 녹색을 띤 흰색에서 장미빛 붉은색이며, 큰 복합 잎이 많은 꽃차례로 모여 있다. 많은 대황 품종이 약용 식물과 식용으로 길들여졌다. 잎은 약간의 독성이 있지만 줄기는 시큼한 맛 때문에 파이 및 기타 식품에 사용된다.

## 종 예시
- 루바브(Rheum × hybridum Murray)
- 대황 (식물)(Rheum rhabarbarum)